# ستيفن سميث (جراح)
ستيفن سميث (بالإنجليزية: Stephen Smith)‏ هو جراح أمريكي، وُلد في 19 فبراير 1823، وتوفي في 27 أغسطس 1922.